# Mani Rabuleu
Mani Rabuleu (en llatí Manius Rabuleius) va ser un magistrat romà del segle v aC. Formava part de la gens Rabuleia.
Va ser membre del segon decemvirat l'any 450 aC. Dionís d'Halicarnàs diu que era de classe patricia. El fet que un altre Rabuleu sigui conegut com a plebeu fa impossible determinar si la gens Rabuleia era plebea o patrícia.